# Тридцатиугольник
Тридцатиугольник, триаконтагон ― многоугольник с 30 углами и 30 сторонами. Как правило, тридцатиугольником называют правильный многоугольник, то есть такой, у которого все стороны и все углы равны (в случае тридцатиугольника углы равны 168°).

## Правильный тридцатиугольник

### Площадь
Площадь правильного тридцатиугольника со стороной a находится по формуле:
{\displaystyle S=15a^{2}\cdot \cot(6^{\circ })\approx 71,3577334\,a^{2}}
Или, при радиусе описанной окружности R:
{\displaystyle S=15R^{2}\cdot \sin(12^{\circ })\approx 3,118675\,R^{2}}
Или, при радиусе вписанной окружности r:
{\displaystyle S=30r^{2}\cdot \tan(6^{\circ })\approx 3,153127\,r^{2}}
Центральный угол правильного тридцатиугольника равен 12°.

### Построение
Поскольку 30 = 2×3×5, а 3 и 5 — два простых числа Ферма, правильный тридцатиугольник можно построить с помощью линейки и циркуля.

### Другие формулы
{\displaystyle S={\frac {15}{2}}a^{2}\left({\sqrt {23+10{\sqrt {5}}+2{\sqrt {3(85+38{\sqrt {5}})}}}}\right)={\frac {15}{4}}a^{2}\left({\sqrt {15}}+3{\sqrt {3}}+{\sqrt {2}}{\sqrt {25+11{\sqrt {5}}}}\right)}
{\displaystyle r={\frac {1}{2}}a\cot {\frac {\pi }{30}}={\frac {1}{4}}a\left({\sqrt {15}}+3{\sqrt {3}}+{\sqrt {2}}{\sqrt {25+11{\sqrt {5}}}}\right)}
{\displaystyle R={\frac {1}{2}}a\csc {\frac {\pi }{30}}={\frac {1}{2}}a\left(2+{\sqrt {5}}+{\sqrt {15+6{\sqrt {5}}}}\right)}

### Разбиение
Гарольдом Коксетером было доказано, что правильный {\displaystyle 2m}-угольник (в общем случае - {\displaystyle 2m}-угольный зоногон) можно разбить на {\displaystyle {\frac {m(m-1)}{2}}} ромбов. Для тридцатиугольника {\displaystyle m=15}, так что он может быть разбит на 105 ромбов.
| Разбиение правильного тридцатиугольника | Разбиение правильного тридцатиугольника | Разбиение правильного тридцатиугольника | Разбиение правильного тридцатиугольника | Разбиение правильного тридцатиугольника |
| --------------------------------------- | --------------------------------------- | --------------------------------------- | --------------------------------------- | --------------------------------------- |
|                                         |                                         |                                         |                                         |                                         |